# Vilson Darós
Vilson Darós OMM (Passo Fundo) é um advogado, administrador e magistrado brasileiro. Desembargador aposentado do Tribunal Regional Federal da 4ª Região (TRF4), tribunal este que presidiu de 2009 a 2011. Foi presidente da Associação dos Juízes Federais do Brasil.

## Biografia
Graduado em direito pela Pontifícia Universidade Católica do Rio Grande do Sul (PUC/RS), e mestre em Administração do Poder Judiciário pela Escola de Direito do Rio de Janeiro da Fundação Getulio Vargas, mesma instituição em que concluiu Master of Business Administration (MBA) em Administração do Poder Judiciário. Antes de ingressar na magistratura, exerceu a advocacia com escritório particular e atuou também como advogado do Banco Central.
Em 1987, tomou posse como juiz federal, tendo exercido o cargo de diretor do Foro da Seção Judiciária do RS em 1993. No ano seguinte, foi promovido a desembargador do TRF4. Na corte, presidiu a 1ª e a 2ª Turmas, especializadas em matéria tributária e trabalhista. Entre 1996 e 1998, presidiu a Associação dos Juízes Federais do Brasil (Ajufe).
Em 2000, Darós foi admitido pelo presidente Fernando Henrique Cardoso à Ordem do Mérito Militar no grau de Oficial especial.